# Symdolick
Symdolick（シンドリック）は、日本の女性アイドルグループ。WALLOP ENTERTAINMENT(ワロップ放送局)所属。
2021年5月にきゃわふるTORNADOから改名。

## 概要
2017年2月にデビューしたアイドルグループ「きゃわふるTORNADO」が体制変更により2021年5月に「Symdolick」に改名。同年6月27日に再始動。コンセプトとして「オシャレ高速チョイ横アイドルロック」を掲げており「王道ロックから少しだけ横道を行き、高速なBPMに多彩なテンションコード展開で変化する楽曲陣」と説明されている。グループ名には、アイドルの象徴的な存在になるという意味の「SYMBOLIC」、アイドルそのものを意味する「IDOL」、そして「ROCK」なスタイルや音楽性で活動していく、という意味が込められている。2025年2月解散。

## メンバー
| 名前        | よみ            | ニックネーム | 誕生日  | シンボリックカラー         | 血液型 | 出身     | 備考                                             |
| ----------- | --------------- | ------------ | ------- | -------------------------- | ------ | -------- | ------------------------------------------------ |
| 文瀬 朱     | あやせ しゅう   | ぶん         | 7月19日 | 青 #2C7CFF                 | B型    | 神奈川県 | 副リーダー、ダンス、美容                         |
| 神咲 くるみ | かんざき くるみ | くる         | 3月26日 | ピンク #FF1493             | 不明   | 栃木県   | リーダー、ベース、福祉                           |
| 石川 野乃花 | いしかわ ののか | のの         | 1月28日 | 赤 #FF0000                 | O型    | 鹿児島県 | 映画監督、かごしま遊楽館SNSサポーター            |
| 氷ノ 黎     | ひの れい       | れい         | 1月15日 | エメラルドグリーン #00FFCC | A型    | 埼玉県   | 宇宙人、ダンス、涙                               |
| 雨音 凜子   | あまね りこ     | りこ         | 4月14日 | ホワイト #FFFFFF           | B型    | 青森県   | 歌、中二病 解散後「KIRA:MINA」に加入（Ryco名義） |

### 元メンバー
| 名前      | よみ          | ニックネーム | 誕生日   | 担当カラー | 血液型 | 備考                                                                                                |
| --------- | ------------- | ------------ | -------- | ---------- | ------ | --------------------------------------------------------------------------------------------------- |
| 能見 雛子 | のうみ ひなこ | ひな         | 3月19日  | オレンジ   | A型    | Symdolick改名時メンバー。2021年11月26日脱退。 現在は「田中ひなこ」に改名しGDL Entertainmentに所属。 |
| 葉山 遥華 | はやま はるか | はる         | 12月31日 | 紫         | O型    | Symdolick改名時メンバー。2022年2月7日脱退。                                                         |
| 杏斉 ゆか | あんざい ゆか | あんにゃん   | 8月9日   | 黄         | O型    | 初期メンバー。2022年10月9日活動終了。                                                               |

## 略歴
- 2021年
  - 1月15日 - きゃわふるTORNADOが2月11日に予定していた4周年ワンマンを中止、2月7日のラストイベントをもって現体制を終了、新メンバーオーディションを開催することを発表[4][5][6]。
  - 2月7日 - ラストイベント「きゃわふるTORNADO」をもって旧体制終了。新体制への準備期間に入る。
  - 3月24日 - オーディションを合格した新メンバー3人と現メンバー4人が初対面[7]。
  - 4月26日 - 毎日Twitterで公開されるドキュメンタリー仕立ての漫画「31日後も全く止まらないアイドル」を開始[8]。
  - 5月18日 - Twitter漫画企画の中で「Symdolick」への改名を発表[9]。
  - 5月20日 - 石川野乃花が「かごしま遊楽館ご意見番」に就任したことを発表。
  - 5月24日 - 道地文子が文瀬朱に改名。
  - 5月27日 - Symdolickとしての新ビジュアル、新メンバー氏名を公開。お披露目ワンマンライブを2021年6月27日、品川ザ・グランドホールで行うことを発表[10]。
  - 6月27日 - 品川ザ・グランドホールにて、「Symdolick ワンマンライブ 〜キボウノヒカリ〜」を開催。
  - 8月29日 - 横浜アリーナで行われた「@JAM EXPO 2020-2021」に出演。キウイステージ、メロンステージで計7曲を披露。ベイビーレイズJAPANトリビュートで、石川野乃花が元ベイビーレイズJAPAN高見奈央とメインステージで共演。
  - 9月19日 - LINE CUBE SHIBUYA(渋谷公会堂)にて、「Symdolick ワンマンライブ 〜Gravity〜」を開催。新衣装、新曲「magical sweetie」を披露。
  - 11月26日 - 能見雛子が活動辞退[11]。
  - 12月18日 - 池袋harevutaiにて、「Symdolick ワンマンライブ 〜PLAYBACK〜」を開催。新曲「snow」を披露。
- 2022年
  - 2月7日 - 葉山遥華が活動辞退[12]。
  - 2月10日 - 川崎CLUB CITTA'で開催されたオールナイトイベント「@JAM MEETS〜オールナイトスペシャル〜 vol.3」に出演[13]。
  - 2月11日 - 杏斉ゆかが2022年8月11日で活動終了することを発表[14]。
  - 3月20日 - 京都MUSEにて、「Symdolick ワンマンライブ 〜Hello〜」を開催。
  - 3月23日 - 氷ノ黎が「春のTGIF ONLINE 2022」に出演[15]。その後開催された「春のTGIF 週プレ賞 2022」のファン投票で8位を獲得[16]。
  - 3月26日 - 白金高輪SELENE b2で開催された「mini TIF vol.73」に出演[17]。
  - 4月11日 - 体制強化のため新メンバーオーディションを開催[18]。
  - 6月3日 - お台場HADOアリーナで開催された「HADOアイドルウォーズ  たんぽぽ CUP Sec.8」に石川野乃花と助っ人のShupines藤乃さやのコンビで出場し、優勝。賞品としてTOKYO MX系列の音楽番組「MUSIC B.B.」#1217に出演[19]。
  - 6月12日 - 京都MUSEにて、「Symdolick ワンマンライブツアー 〜SMILE CIRCUS〜 杏斉ゆか ラストライブ@KYOTO」を開催。新衣装、新曲「JOKER, ACE」を披露。
  - 6月25日 - 押上ワロップ放送局にて、「Symdolick 1周年記念ライブ」を開催。
  - 7月2日 - 宇都宮HEAVEN'S ROCK Utsunomiya 2/3にて、「Symdolick ワンマンライブツアー 〜SMILE CIRCUS〜 杏斉ゆか ラストライブ@UTSUNOMIYA」を開催。新曲「ENDLESS LOOP」を披露。
  - 7月10日 - 渋谷CYCLONEにて、文瀬朱主催「BUN FES vol.1」を開催。
  - 8月5日 - 「TOKYO GRAVURE IDOL FESTIVAL 2022」に氷ノ黎が出演。
  - 8月10日 - 新型コロナウイルス感染のため、「Symdolick ワンマンライブツアー 〜SMILE CIRCUS〜 杏斉ゆか ラストライブ@TOKYO」の延期を発表[20]。杏斉ゆかの活動期間も延長。
  - 8月27日 - 横浜アリーナで行われた「@JAM EXPO 2022」に出演。パイナップルステージ、キウイステージで計7曲を披露[21]。
  - 10月9日 - 新宿KeyStudioで行われた「Symdolick ワンマンライブツアー 〜SMILE CIRCUS〜 杏斉ゆか ラストライブ@TOKYO」にて杏斉ゆかが活動終了。
  - 10月10日 - 新メンバー雨音凜子の加入を発表。WITH HARAJUKU HALLで行われたワロップ放送局主催ライブ「WALNING」で新体制をお披露目[22]。
  - 11月10日 - 渋谷DESEO miniにて定期公演「歌舞音曲 Vol.1」を開催。

- 2023年
  - 2月1日 - 定期公演「歌舞音曲 Vol.4」を渋谷DESEOにて開催。ゲストに、美味しい曖昧。
  - 2月10日 - 川崎CLUB CITTA'で開催された「@JAM MEETS〜オールナイトライブ〜 vol.7」に出演し、深夜3時に新曲「ごめん」を初披露[23]。
  - 4月11日 - 定期公演「歌舞音曲 Vol.6」での動員チャレンジに成功。ミニアルバム「GATE」に収録されている「ハナチルミチル」のミュージックビデオが先行公開。
  - 4月12日 - 1stミニアルバム「GATE」発売[24]。3月10日から6月15日まで東京、川崎、大阪、名古屋、仙台、福岡を回るリリースイベントを開催[25]。
  - 6月12日 - 定期公演「歌舞音曲 Vol.8」を渋谷Spotify O-nestにて開催。ゲストに、月に足跡を残した6人の少女達は一体何を見たのか…、comme moi。
  - 6月27日 - 再始動2周年当日に渋谷DIVEにて、「Symdolick 2nd Anniversary ONE-MAN LIVE 〜 xxxxx Update 〜」を開催。新衣装、新曲「朝焼けミラージュ」を披露。
  - 7月18日 - SHOWROOM配信イベント「Road to TIF2023 ～LAST CHANCE～」で第3位となり「TOKYO IDOL FESTIVAL 2023」の出演権を獲得する[26]。
  - 7月19日 - 定期公演「歌舞音曲 Vol.9」を渋谷Spotify O-nestにて開催。ゲストに、Strawberry Girls、Lily of the valley、ウイバナ。
  - 8月5日 - 「TOKYO IDOL FESTIVAL 2023」に出演(TIF初出場)。SKY STAGEで3曲を披露。同日開催の「TOKYO GRAVURE IDOL FESTIVAL 2023」に氷ノ黎が2年連続出演。
  - 8月26日 - 横浜アリーナで行われた「@JAM EXPO 2023」に3年連続で出演。キウイステージ、パイナップルステージで計7曲を披露[27]。同時開催された「@JAM Circle -近代麻雀浴衣祭-」に神咲くるみ、氷ノ黎が出演。当日打上げとして行われた「@JAM MEETS SPライブ」に全メンバーが出演。
  - 10月13日 - 石川野乃花の主演映画「Ben-Joe」が「タリン・ブラックナイト映画祭」の公式コンペティションにノミネートされ、ワールドプレミア上映されることが発表される。
  - 10月20日 - テレビ朝日「ミュージックステーション 2時間SP」にてメンバーが街頭インタビューを受けた場面が放送される。
  - 10月24日 - 定期公演「歌舞音曲 Vol.12」で動員100名チャレンジに挑み、目標を大きく上回る143名の動員を達成。ワンマンライブ「Unlimited」の開催を発表。
  - 11月7日 - 石川野乃花が映画祭出席のため休演し、代わりに同事務所のShupines矢野桜子が「バイト石川野乃花」として活動することを発表[28]。2ライブ、1番組に出演。
  - 11月25日 - チケット代無料、ドリンク代なし、特典会の写メ時間内無料撮り放題の完全無料公演「SYM FREE」を開催。
  - 12月26日 - Shupinesの横音ひなが2024年1月～3月まで一時活動休止する代役として氷ノ黎がShupinesを兼任することを発表。
  - 12月28日 - WITH HARAJUKU HALLにて、「Symdolick ONE-MAN LIVE 〜unlimited〜」を開催。新曲「夢見てさようなら」を披露。2024年2月24日に新宿ReNYにて次のワンマンライブを開催することを発表。
- 2024年
  - 1月4日 - 石川野乃花の休演に伴い、Shupines矢野桜子が再び代役として2つの対バンライブに出演することを発表。
  - 2月24日 - 新宿ReNYにて、「Symdolick ONE-MAN LIVE 〜Contrast〜」を開催。「愛憎」をテーマにした初のコンセプトワンマンライブ。新曲「幸せVIOLENCE」を披露。
  - 6月27日 - 渋谷近未来会館にて、「Symdolick 3rd Anniversary ONE-MAN LIVE 〜OASIS〜」を開催。新衣装と新曲「HB(ハートビート)」を披露。
  - 7月31日 - 8月に未音源化曲、現体制再録曲など9曲連続配信リリースすることを発表[29]。
  - 8月31日 - 2025年2月8日に解散することを発表[30]。
  - 9月15日 - 横浜アリーナで行われた「@JAM EXPO 2024」に4年連続で出演。ピーチステージ、パイナップルステージで計7曲を披露。
  - 10月12日 - 代官山UNITにて、「Symdolick ONE-MAN LIVE 〜QUINTETTE〜」を開催。新曲「EGO」を披露。2025年1月から宇都宮、名古屋、大阪、川崎を回るラストワンマンライブツアー「Aster」を行うことを発表。
  - 12月15日 - 前身グループきゃわふるTORNADOのオリジナルメンバーが一日限定復活し、渋谷近未来会館にて2マンライブ「OCAWARI SYMDREAM」を開催。
  - 12月28日 - 最後の定期公演「歌舞音曲 Vol.19」を押上WALLOP STUDIOにて開催。
- 2025年
  - 1月5日 - 宇都宮HEAVEN'S ROCK Utsunomiya 2/3にて、「Symdolick LAST ONE-MAN LIVE TOUR -Aster- UTSUNOMIYA」を開催。最後の楽曲となる「Aster」を披露。
  - 1月19日 - 名古屋RAD HALLにて、「Symdolick LAST ONE-MAN LIVE TOUR -Aster- NAGOYA」を開催。
  - 2月1日 - 心斎橋VARONにて、「Symdolick LAST ONE-MAN LIVE TOUR -Aster- OSAKA」を開催。
  - 2月5日 - 渋谷CYCLONEにて開催された「Killer Tune SHIBUYA 2025 Symdolick LAST 4MAN LIVE -THANKS-」に出演。共演はウイバナの他、この日限定で復活したMELiSSA、STRAY SHEEP CLAYMORE。最後の対バンライブ出演となる。
  - 2月8日 - 川崎CLUB CITTA'にて開催した「Symdolick LAST ONE-MAN LIVE TOUR -Aster- FINAL」をもって解散。5人はマイクを置く。

## ライブ・イベント

### ストリートライブ(路上ライブ)
ワンマンライブや定期公演のプロモーション、知名度向上のためゲリラ的にストリートライブを行うことがある。新宿、渋谷、秋葉原、錦糸町の駅前などで行われている。

### 対バンライブ・フェス
複数のアイドルが出演する対バンライブや、TOKYO IDOL FESTIVAL、@JAM EXPOなどの大型フェスにも出演している。また「ignition」「BUN FES」などの主催対バンライブを行うこともある。

### 定期公演
渋谷のライブハウスで月に一度、定期公演「歌舞音曲」を開催している。基本は単独公演であるが、ゲストを呼んで対バン形式になることもある。

### ワンマンライブ
不定期でワンマンライブを行っている。

## 作品

### 楽曲（デジタル配信）
|    | 初披露日       | 配信開始日                  | タイトル                 | 初披露イベント・場所                  | 作詞                | 作曲                     | 編曲                       |
| -- | -------------- | --------------------------- | ------------------------ | ------------------------------------- | ------------------- | ------------------------ | -------------------------- |
| 1  | 2021年6月5日   | 2021年6月5日 2024年8月19日  | GAME                     | デジタルリリース                      | つんつく♀           | Renn Saito               | Renn Saito                 |
| 2  | 2021年6月19日  | 2021年6月19日 2024年8月8日  | Regret                   | デジタルリリース                      | つんつく♀           | つんつく♀                | 野本健太郎                 |
| 3  | 2021年6月25日  | 2021年6月25日 2024年8月15日 | 体温                     | デジタルリリース                      | つんつく♀           | つんつく♀                | 野本健太郎                 |
| 4  | 2021年6月27日  | 2021年6月28日 2024年8月5日  | キボウノヒカリ           | キボウノヒカリ@品川ザ・グランドホール | つんつく♀           | つんつく♀                | 野本健太郎                 |
| 5  | 2021年6月27日  | 2021年6月28日               | innocence                | キボウノヒカリ@品川ザ・グランドホール | つんつく♀           | ツカダタカシゲ&大鹿大輝  | ツカダタカシゲ             |
| 6  | 2021年6月27日  | 2021年6月28日               | トビキリナミダ           | キボウノヒカリ@品川ザ・グランドホール | 田村一哉            | 田村一哉                 | 野本健太郎                 |
| 7  | 2021年6月27日  | 2021年6月28日               | 星空ディスティネーション | キボウノヒカリ@品川ザ・グランドホール | 矢島直樹            | 矢島直樹                 | 矢島直樹                   |
| 8  | 2021年6月27日  | 2021年6月28日               | これまでここから         | キボウノヒカリ@品川ザ・グランドホール | つんつく♀           | 杉坂天汰／ツカダタカシゲ | ツカダタカシゲ             |
| 9  | 2021年6月27日  | 2021年6月28日               | Psychology               | キボウノヒカリ@品川ザ・グランドホール | つんつく♀           | Tadahiro Morishita       | 野本健太郎                 |
| 10 | 2021年6月27日  | 2021年6月28日               | HANDS                    | キボウノヒカリ@品川ザ・グランドホール | つんつく♀           | 八巻 俊介(AzBit)         | RYOSUKE YAMAKI             |
| 11 | 2021年6月27日  | 2021年6月28日               | ありがとう               | キボウノヒカリ@品川ザ・グランドホール | つんつく♀           | つんつく♀                | 野本健太郎                 |
| 12 | 2021年6月27日  | 2021年6月28日               | Onion Link               | キボウノヒカリ@品川ザ・グランドホール | gbk                 | gbk                      | 野本健太郎                 |
| 13 | 2021年9月19日  | 2022年8月9日                | 夏恋ノスタルジー         | Gravity@LINE CUBE SHIBUYA             | Pants Gonzales 哲朗 | Pants Gonzales 哲朗      | 木曜a.k.a.まえのめり@48kHz |
| 14 | 2021年9月19日  | 2022年8月9日 2024年8月22日  | magical sweetie          | Gravity@LINE CUBE SHIBUYA             | つんつく♀           | つんつく♀                | ツカダタカシゲ             |
| 15 | 2021年12月18日 | 2022年8月9日                | snow                     | PLAYBACK@池袋harevutai                | つんつく♀           | ツカダタカシゲ           | ツカダタカシゲ             |
| 16 | 2021年12月18日 | 2022年8月9日                | ALIVE                    | PLAYBACK@池袋harevutai                | つんつく♀           | xi_                      | 野本健太郎                 |
| 17 | 2022年6月12日  | 2022年8月9日                | JOKER, ACE               | スマイルサーカス@京都MUSE             | つんつく♀           | つんつく♀                | 野本健太郎                 |
| 18 | 2022年7月2日   | 2022年8月9日                | ENDLESS LOOP             | スマイルサーカス@HEAVEN'S ROCK宇都宮  | つんつく♀           | つんつく♀                | 野本健太郎                 |
| 19 | 2022年7月16日  | 2022年8月9日                | ANSWER                   | ODD FUTURE@渋谷CYCLONE                | つんつく♀           | つんつく♀                | 野本健太郎                 |
| 20 | 2023年1月8日   | 2023年1月10日               | Symdolicxxxxx            | @JAM PARTY vol.80@横浜ブロンテ        | つんつく♀           | つんつく♀                | 野本健太郎                 |
| 21 | 2023年2月10日  | 2023年4月22日               | ごめん                   | @JAM MEETS vol.7@川崎CLUB CITTA'      | 小原ジャストビガン  | 小原ジャストビガン       | 小原ジャストビガン         |
| 22 | 2023年3月8日   | 2023年4月22日               | ハナチルミチル           | 定期公演 歌舞音曲 Vol.5@渋谷DESEO     | つんつく♀           | つんつく♀                | 野本健太郎                 |
| 23 | 2023年5月16日  | 2023年6月20日               | Caligula                 | 定期公演 歌舞音曲 Vol.7@渋谷DESEO     | つんつく♀           | Tadahiro Morishita       | Tadahiro Morishita         |
| 24 | 2023年6月27日  | 2023年7月30日               | 朝焼けミラージュ         | xxxxx Update@渋谷DIVE                 | 井口イチロウ        | 井口イチロウ             |                            |
| 25 | 2023年7月30日  | 2023年10月7日               | あいまい熱帯夜           | WALNING@横浜1000CLUB                  | つんつく♀           | つんつく♀                |                            |
| 26 | 2023年11月25日 | 2024年8月1日                | release                  | 歌舞音曲番外編@押上WALLOP放送局       | 永井葉子            | 永井葉子                 |                            |
| 27 | 2023年12月28日 | 2024年8月12日               | 夢見てさようなら         | unlimited@WITH HARAJUKU HALL          | YUNOSY              | YUNOSY                   |                            |
| 28 | 2024年2月24日  | 2024年8月26日               | 幸せVIOLENCE             | Contrast@新宿ReNY                     | 毛利匠太            | 毛利匠太                 |                            |
| 29 | 2024年6月27日  | 2024年8月29日               | HB(ハートビート)         | OASIS@渋谷近未来会館                  | 小原ジャストビガン  | 小原ジャストビガン       |                            |
| 30 | 2024年10月12日 | 2024年12月25日              | EGO                      | QUINTETTE@代官山UNIT                  | YUNOSY              | YUNOSY                   |                            |
| 31 | 2024年12月21日 | 2025年1月9日                | Brighter                 | WALNING@新宿Zirco Tokyo               | 小原ジャストビガン  | 小原ジャストビガン       |                            |
| 32 | 2025年1月5日   | 2025年1月13日               | Aster                    | Aster@HEAVEN'S ROCK宇都宮             | つんつく♀           | つんつく♀                | 野本健太郎                 |

### ユニット曲
|   | 初披露日      | 初披露イベント | タイトル      | ユニット名（メンバー） | 作詞 | 作曲 | 編曲 |
| - | ------------- | -------------- | ------------- | ---------------------- | ---- | ---- | ---- |
| 1 | 2021年9月19日 | Gravity        | ビスケット    | 神咲・能見             |      |      |      |
| 2 | 2021年9月19日 | Gravity        | GIRLS HIP HOP | 文瀬・杏斉・氷ノ       | -    |      |      |

### ソロ曲
|   | 初披露日      | 初披露イベント     | タイトル     | メンバー名 | 作詞      | 作曲      | 編曲      |
| - | ------------- | ------------------ | ------------ | ---------- | --------- | --------- | --------- |
| 1 | 2022年3月19日 | ソロライブ～存在～ | ホットレモン | 杏斉ゆか   | つんつく♀ | つんつく♀ | つんつく♀ |

## 出演

### 映画
- 渇愛(Ben-Joe) (2023年、石川主演、大村早紀役)
- 怪奇アイドル物語 (2024年、神咲、文瀬、氷ノ、雨音)

### CS・BS・インターネット放送
- 文瀬朱のアイドル朱会[31]（文瀬のソロ番組、2022年2月～2022年10月、ワロップ放送局）

### ラジオ
- ラジオ喫茶「オールドクロップ」 (石川のソロ番組、2021年2月～2024年5月、ワロップ放送局)
- Symdolickのシンクロスポット (レギュラー番組、毎月第2月曜日21:00-、2021年7月～2025年1月、渋谷クロスFM)

## 掲載
- デジタルカメラマガジン 2022年7月号 (2022年6月20日、インプレス)
- アイドル撮影テクニックガイド (2022年9月26日、インプレス)
- 近代麻雀 2022年12月号 (2022年11月1日、竹書房、氷ノ）
- Skream!マガジン 2023年1月号[32] (2023年1月8日、激ロック)
- Skream!マガジン 2023年4月号[33] (2023年4月10日、激ロック)

## 受賞歴
- 2021年
  - @JAMxミクチャ共催 「大型広告アンバサダーモデルオーディション」第2位[34]
  - @JAMxUp-T共催 「THE FASHIONISTA」第3位 (文瀬)[35]
- 2022年
  - 週プレx春のTGIF2022共催 「春のTGIF 週プレ賞 2022」 第8位 (氷ノ)[16]
- 2023年
  - TIF主催 「Road to TIF2023 ～LAST CHANCE～」 第3位[26]

## タイアップ・パワープレイ
- 2021年6月～7月 FM NACK5 パワーセレクション 『キボウノヒカリ』
- 2021年7月 テレビ朝日「そんな食べ方あったのか!」 エンディングテーマ 『体温』
- 2023年4月 FM NACK5 パワーセレクション 『ハナチルミチル』
- 2023年8月 テレビ朝日「チョコプランナー」 エンディングテーマ 『朝焼けミラージュ』